# Malakichthys griseus
Malakichthys griseus è un pesce osseo di acqua salata appartenente alla famiglia Acropomatidae.